# ویلیام پیت (۱۸۰۴)
ویلیام پیت (۱۸۰۴) (به انگلیسی: William Pitt (1804)) یک کشتی است. این کشتی در سال ۱۸۰۴ ساخته شد.